# 기카이정
기카이정(일본어: 喜界町)은 일본 가고시마현 기카이섬에 있는 오시마군의 정이다.

## 지리
섬의 대부분은 융기한 산호초로 이루어져 있다.

## 역사
- 1886년 - 완촌·소마치촌이 성립하였다.
- 1908년 - 도서정촌제 시행과 함께 완촌·소마치촌이 합병해 기카이촌이 성립하였다.
- 1919년 - 기카이촌·소마치촌이 분촌하였다.
- 1941년 - 기카이촌이 정으로 승격해 기카이정이 되었다.
- 1956년 - 기카이정과 소마치촌이 합병해 새로운 기카이정이 되었다.

## 경제
주요 산업으로 사탕수수, 참깨 등을 생산한다.

## 교통

### 공항
- 기카이 공항

### 항로
- 아마미 해운